# Pekka Rauhala
Pekka Veli Rauhala (ur. 25 kwietnia 1960 w Muurame) – fiński zapaśnik walczący w stylu wolnym. Czterokrotny olimpijczyk. Piąty w Seulu 1988; ósmy w Moskwie 1980 i Los Angeles 1984, a jedenasty w Barcelonie 1992. Walczył w kategoriach 68 – 82 kg.
Czwarty na mistrzostwach świata w 1983. Zdobył cztery srebrne medale na mistrzostwach Europy w latach 1982 - 1988. Trzeci w Pucharze Świata w 1987. Trzykrotny medalista mistrzostw nordyckich w latach 1976 - 1979.
Jest bratem Jukki i bratankiem Kalervo, zapaśników i olimpijczyków.